# Djurö församling
Djurö församling var en församling i Stockholms stift och i Värmdö kommun i Stockholms län. Församlingen uppgick 2002 i Djurö, Möja och Nämdö församling.

## Administrativ historik
Församlingen bildades 1683 genom en utbrytning ur Värmdö församling.
Församlingen var till 1869 annexförsamling i pastoratet Värmdö, Södra Ljusterö, Boo, Möja och Djurö som även från 1792 omfattade Ingarö församling. Från 1869 till 1 maj 1902 annexförsamling i pastoratet Värmdö, Boo, Djurö, Möja och Ingarö som från 1902 även omfattade Gustavsbergs församling. Från 1 maj 1902 till 1 maj 1929 annexförsamling i pastoratet Värmdö, Djurö och Möja för att därefter till 2002 vara moderförsamling i pastoratet Djurö och Nämdö som 1962 utökades med Möja församling Församlingen uppgick 2002 i Djurö, Möja och Nämdö församling.

## Organister och klockare
| Verksam   | Namn                   | Levnadstid | Övrigt   |
| --------- | ---------------------- | ---------- | -------- |
|           | Lars Sadell            | 1719-      | Klockare |
| -1792     | Magnus Gertner         | 1751-1792  | Klockare |
| 1792-1799 | Lars Diedrich Sandberg | 1741-1799  | Klockare |
| 1799-1813 | Johan Georg Lillman    | 1756-      | Klockare |

## Kyrkor
- Djurö kyrka